# Сільський округ імені Калжан-ахуна
Сільський округ імені Калжа́н-аху́на (каз. Қалжан Ахун ат. а. ауылдық округі, рос. Сельский округ имени Калжан-ахуна) — адміністративна одиниця у складі Сирдар'їнського району Кизилординської області Казахстану. Адміністративний центр та єдиний населений пункт — село імені Калжан-ахуна.
Населення — 1128 осіб (2021; 1174 у 2009, 1178 у 1999, 1096 у 1989).
Станом на 1989 рік існувала Кундиздинська сільська рада (села Амангельди, Кзил-Дікан). Пізніше село імені Калжан-Ахуна (колишнє Амангельди) утворило окремий сільський округ імені Калжан-Ахуна.